# Карстово поле
Карстовото поле е обширно затворено понижение в местности с разпространение на карстови форми на релефа, обикновено със стръмни склонове и плоско дъно, по което протичат постоянни или временни реки и потоци, изчезващи в понори и карстови фунии или са разположени малки езера или блата. По принцип карстовите полета представляват големи ували с площ от 1 до 200 – 400 km². Най-голямото карстово поле в Европа е полето Ливно в Динарските планини с площ от 380 km². Освен в Динарските планини обширни карстови полета се срещат в Кримските планини, Кавказ и др. У нас карстови полета (значително по-малки по размер) има в Западна Стара планина (край селата Понор и Гинци), в Предбалкана, в Родопите при село Добростан, а карстово поле с блато в него – при село Алдомировци, Софийско.